# Ponte di Avignone
Il ponte San Benedetto (in francese pont Saint-Bénézet), comunemente noto come ponte di Avignone fuori dalla città, è un ponte sul Rodano edificato fra il 1177 ed il 1185 e che parte dalla città di Avignone sulla riva sinistra del fiume. 
Completato nel 1185 e più volte ricostruito, il ponte collegava Avignone con Villeneuve-lès-Avignon sulla riva destra del Rodano. Delle ventidue arcate iniziali ne restano oggi solo quattro con due cappelle sovrapposte. Dal ponte di Avignone prende il nome la tradizionale canzone per bambini Sur le pont d'Avignon.

## Storia

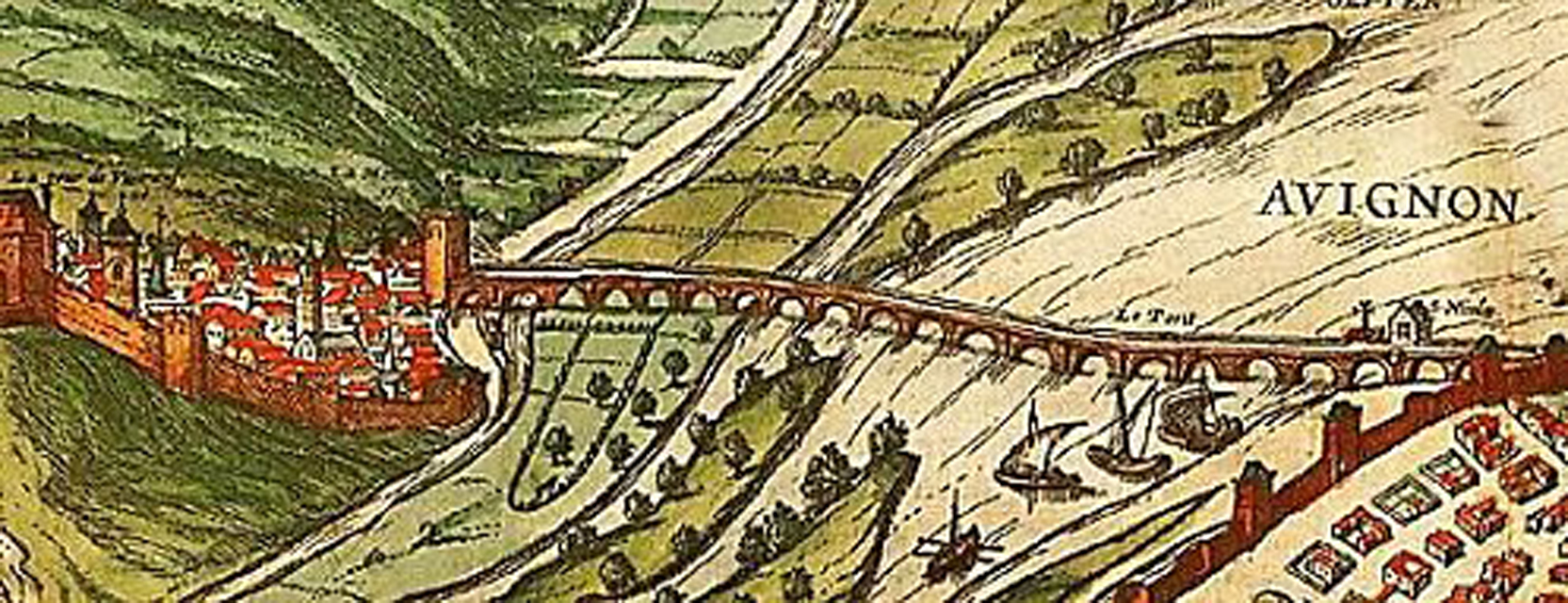
Il ponte con 22 campate, dettaglio di una litografia di Mamigoz (secolo XVII).

La leggenda narra che il giovane Benedetto (Bénezet), pastore a Burzet, ricevette nel 1177 l'incarico divino di andare a costruire un ponte ad Avignone.
Dapprima il progetto non venne nemmeno considerato dal re cui il pastore aveva chiesto di poterlo costruire, ma infine il sovrano propose di accettare la richiesta di Benedetto a patto che egli riuscisse a spostare un gigantesco masso. L'impresa ebbe buon frutto e Benedetto iniziò l'edificazione sui resti di spalle di ponte romane. 
Il ponte venne terminato nel 1185 e attraversava il Rodano sulla lunghezza di 915 metri. Delle 22 campate originali, ne rimangono quattro. Nella prima costruzione, le sole pile erano in pietra, mentre l'impalcato era in legno. L'opera venne ricostruita in muratura fra il 1234 ed il 1237.

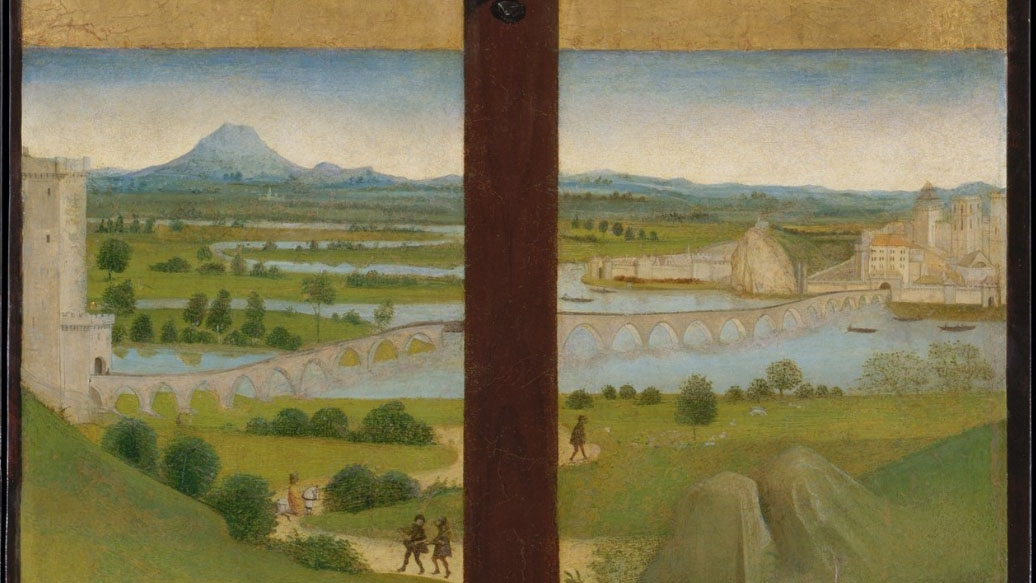
Attribuito alla bottega di Nicolas Froment, Rétable des Pérussis (1480, dettaglio), New York, Metropolitan Museum of Art.

Il ponte era largo appena 2 metri e mezzo e si appoggiava, verso circa la sua metà, sull'isola della Barthelasse, nel mezzo dei fiume. All'altezza della terza pila, fra la seconda e la terza campata, vi è una cappella dedicata a san Benedetto sovrapposta ad una dedicata a san Nicola, entrambi in romanico provenzale.
Il ponte era alla frontiera fra lo Stato della Chiesa ed il Regno di Francia ed era il solo ponte per attraversare il fiume per chilometri, sia a monte che a valle. Si trattava quindi di un ottimo posto di dogana, atto a raccogliere tasse di passaggio o offerte in nome di san Benedetto. Per lungo tempo è stato il solo ponte sul fiume fra Lione ed il mare e quindi un punto di passaggio obbligatorio per viaggiatori e mercanzie. Prima del ponte si attraversava il Rodano nello stesso punto, grazie all'approdo dell'isola della Barthelasse, ma su delle barche.
La maggior parte del ponte era proprietà del re di Francia. Nel 1479, a causa di forti inondazioni, due campate furono interamente distrutte e quindi Luigi XI ordinò la sua riparazione con una lettera patente del 10 ottobre dello stesso anno.
Una campata crolla nel 1603, seguita da tre altre nel 1605: vengono ricostruite nel 1628. Ma nel 1633, appena cinque anni dopo la riapertura del ponte, due altre campate sprofondano nel fiume. Nel 1669, una piena del Rodano porta via altre pile, lasciando il ponte più o meno come è ormai conosciuto: come un troncone che diparte da Avignone e termina nel mezzo del Rodano.
Dal 1840, anno della sua prima pubblicazione, il ponte di Avignone è inserito nella lista dei monumenti storici di Francia.

## Nella cultura di massa
Il ponte San Benedetto è stato reso famoso dalla canzone popolare Sur le pont d'Avignon. Probabilmente si ballava sotto al ponte d'Avignone sull'isola della Barthelasse, dove vi erano alcune campate e che era ancora nel XIX secolo un luogo di scampagnate e di osterie. Un'altra possibilità è che la canzone non faccia riferimento al ponte San Benedetto, non percorribile già dal secolo XVII, ma al ponte in legno che lo ha sostituito decenni più tardi un po' più a valle, poi rimpiazzato dall'attuale ponte Édouard Daladier.
Il ponte di Avignone è stato sovente rappresentato in opere artistiche, spesso congiuntamente al fiume Rodano, al Palazzo dei Papi e al rocher des Doms. Ad esempio, quando James Carroll Beckwith dipinge Il Palazzo dei papi ed il ponte d'Avignone, il palazzo è solo presente in nell'angolo superiore destro del dipinto, mentre il Rodano ne occupa la metà. Paul Signac, con il quadro Le Château des Papes rappresenta una vista simile, dando maggiore importanza al ponte e al palazzo che al rocher des Doms.
Nel 1974, la posta dell'isola di Man emette un francobollo che rappresenta il ponte d'Avignone.
Anche nell'Orlando Furioso è citato un ponte di Avignone.

## Galleria d'immagini

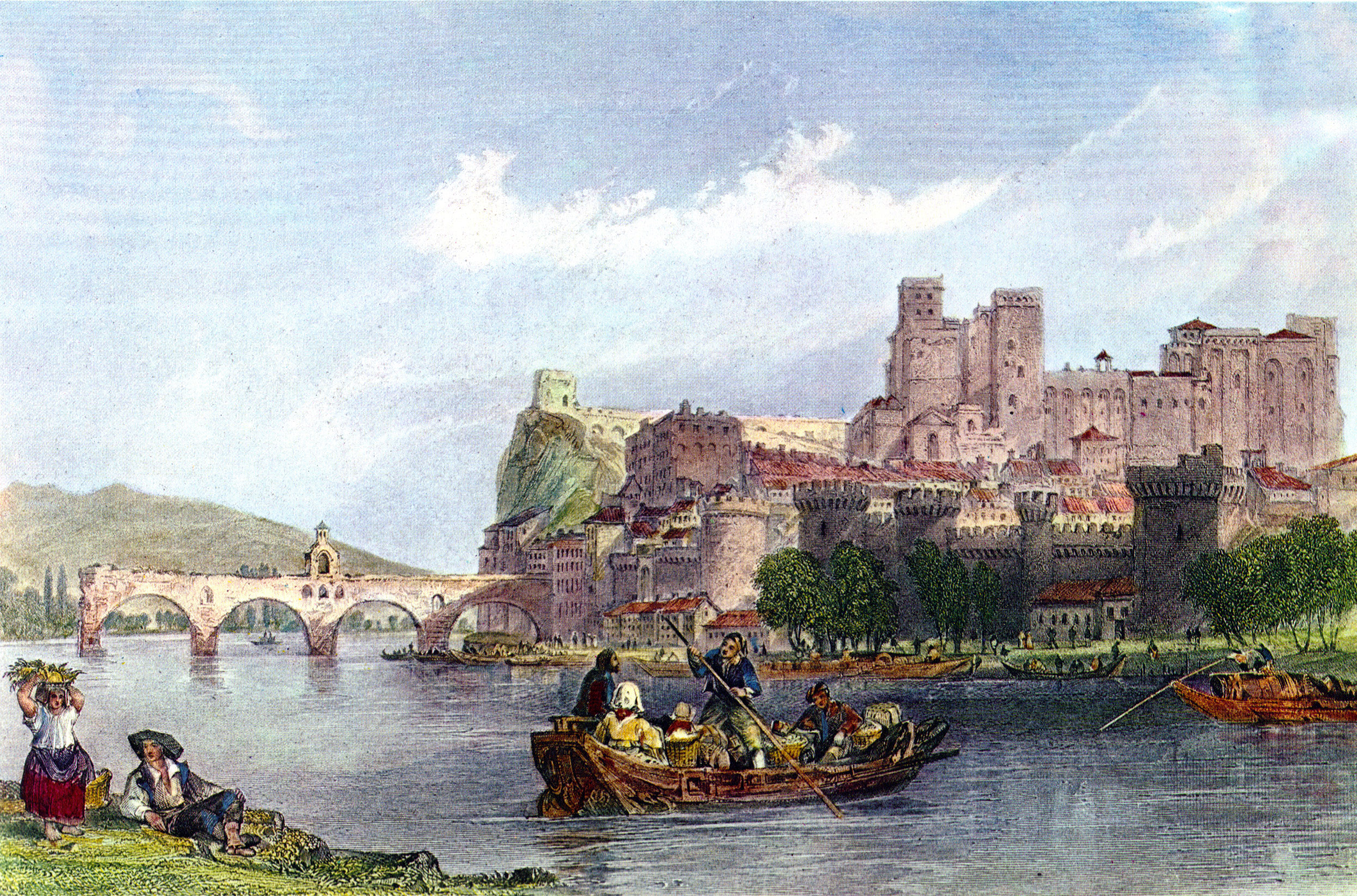
Il Palazzo dei papi dominante il Rodano (1840), litografia di E. Brandard, da un disegno di T. Allom.
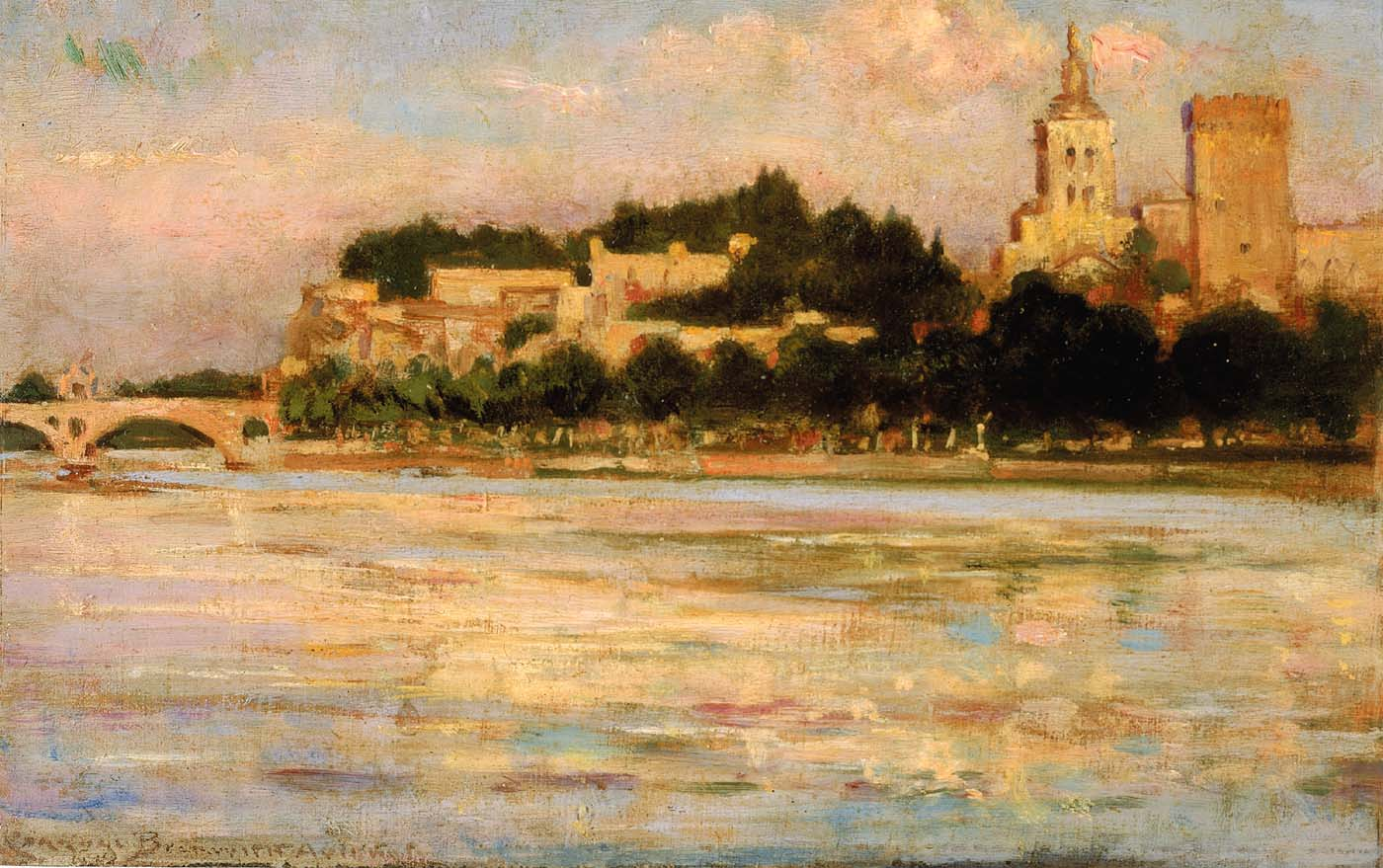
Il Palazzo dei papi ed il ponte d'Avignone (1852-1917), James Carroll Beckwith.
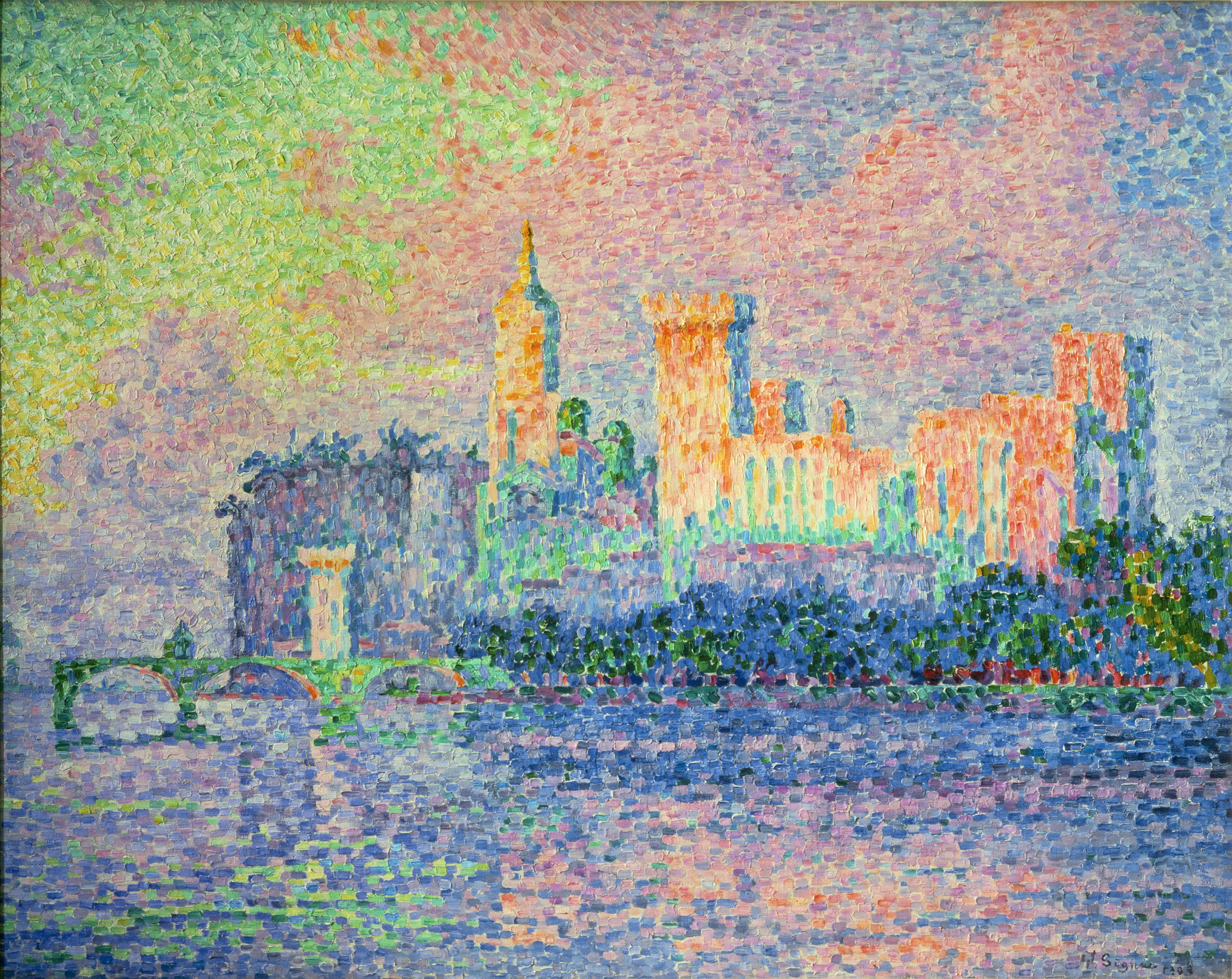
Il Castello dei Papi (1909), Paul Signac, Parigi, musée d'Orsay.
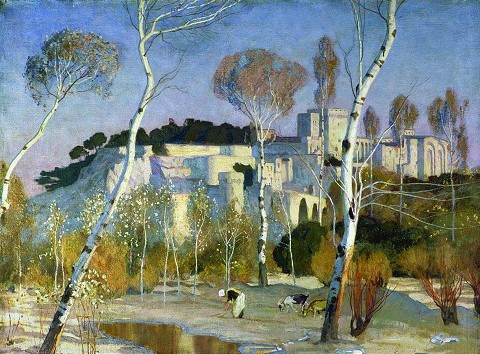
Il Palazzo dei papi d'Avignone, Adrian Stokes, Southport, Atkinson Art Gallery and Library.